# Magri (cognome)
Magri è un cognome di lingua italiana.

## Varianti
Macri, Macrì, Macrillo, Macrina, Macrini, Macrino, Magrelli, Magretti, Magrì, Magrin, Magrini, Magrino, Magris, Magro, Magrone, Magroni, Magrotti.

## Origine e diffusione
Cognome tipicamente panitaliano.
Potrebbe essere un soprannome di tipo fisico-anatomico, affine dunque a cognomi come Forti, Alti, Bassi, Grandi, Grossi e Grassi.
La variante Magro è panitaliana; Macrì è calabrese e siciliano.

## Persone
- Luca Magri (1977) – attore e regista italiano
- Lucio Magri (1932-2011) – giornalista e politico italiano
- Mario Magri (1897-1944) – militare e partigiano italiano